# Municipio de Little Sauk
El municipio de Little Sauk (en inglés: Little Sauk Township) es un municipio ubicado en el condado de Todd en el estado estadounidense de Minnesota. En el año 2010 tenía una población de 829 habitantes y una densidad poblacional de 8,94 personas por km².Para el censo de 2020 la población había crecido a 873.

## Geografía
El municipio de Little Sauk se encuentra ubicado en las coordenadas 45°53′2″N 94°57′9″O / 45.88389, -94.95250. Según la Oficina del Censo de los Estados Unidos, el municipio tiene una superficie total de 92.77 km², de la cual 89,13 km² corresponden a tierra firme y (3,92 %) 3,64 km² es agua.

## Demografía
Según el censo de 2010, había 829 personas residiendo en el municipio de Little Sauk. La densidad de población era de 8,94 hab./km². De los 829 habitantes, el municipio de Little Sauk estaba compuesto por el 98,43 % blancos, el 0,36 % eran afroamericanos, el 0,48 % eran asiáticos y el 0,72 % eran de una mezcla de razas. Del total de la población el 0,72 % eran hispanos o latinos de cualquier raza.